# Coleocoptus
Coleocoptus is een kevergeslacht uit de familie van de boktorren (Cerambycidae). De wetenschappelijke naam van het geslacht werd voor het eerst geldig gepubliceerd in 1893 door Aurivillius.

## Soorten
Coleocoptus is monotypisch en omvat slechts de volgende soort:
- Coleocoptus senio (Newman, 1840)